# セルゲイ・レイフェルクス
セルゲイ・ペトロヴィチ・レイフェルクス（ロシア語: Серге́й Петро́вич Лейферку́с、ラテン文字転写例: Sergei Petrovich Leiferkus、1946年4月4日 - ) は、ロシアのバリトン歌手である。その力強い歌唱と劇的な表現によって知られる。特に『トスカ』でのスカルピアや『オテロ』のイアーゴー、『サムソンとデリラ』のダゴンの大神官、『シモン・ボッカネグラ』のタイトル・ロールなどの演技で名高い。姓はレイファークスと表記されることも多い。

## 経歴
1946年にレニングラート（現在のサンクトペテルブルク）に生まれ、レニングラート音楽院に学んだ。1972年に同地のマールイ劇場に加入し、『エフゲニー・オネーギン』や『イオランタ』、『セビリアの理髪師』、『ドン・ジョヴァンニ』などの演技で頭角を表した。1977年にキーロフ歌劇場に加入し、当時ユーリ・テミルカーノフの助手を務めていたヴァレリー・ゲルギエフの指揮によりプロコフィエフ『戦争と平和』のアンドレイ・ボルコンスキー役を演じた。このキーロフ歌劇場在籍時に力強い歌手として、また創意に富む俳優として国際的に評価されるようになった。1980年代初頭にクルト・マズア指揮のベルリン・フィルハーモニー管弦楽団と共演して以降は西側諸国のオペラ、コンサートにも活発に出演するようになった。
これまでにロイヤル・オペラ・ハウス、ウィーン国立歌劇場, オペラ・バスティーユ、スカラ座、サンフランシスコ・オペラ、メトロポリタン歌劇場、ネーデルランド・オペラ、テアトロ・コロンなどの世界の主要な歌劇場でその演技を披露し、エディンバラ・フェスティバルやブレゲンツ音楽祭、グラインドボーン音楽祭、ザルツブルク復活祭音楽祭などの音楽祭に出演している。共演した著名な指揮者にはゲオルク・ショルティやジェームズ・レヴァイン、クラウディオ・アバド、ベルナルト・ハイティンク、ズービン・メータ、リッカルド・ムーティ、小澤征爾など、主要なオーケストラにはロンドン交響楽団、ボストン交響楽団、ニューヨーク・フィルハーモニック、フィラデルフィア管弦楽団などがある。
1983年にロシア・ソビエト連邦社会主義共和国人民芸術家の称号を、1985年にソビエト連邦国家賞を授与された。